# Welch himmlischer Kuchen!
Welch himmlischer Kuchen! ist ein animierter Kurzfilm von Emma De Swaef und Marc James Roels aus dem Jahr 2018. Der Film ist in fünf Kapitel unterteilt und zeigt die Erfahrungen und Auswirkungen der Kolonialisierung aus einer Vielzahl von Perspektiven, darunter der des Königs, eines geflohenen Bankrotteurs, von ausgebeuteten Einheimischen und eines Deserteurs der Armee.

## Handlung
1) Der Traum des Königs / Le rêve du Roi: Der König wird nachts durch Lärm geweckt und folgt dem Geräusch in ein Gewächshaus, wo er zu einem Springbrunnen mit seinem Gesicht gelangt. Plötzlich fängt der Brunnen an zu sprudeln und spritzt ihn nass. Der König erwacht aus seinem Traum, er hat sich eingenässt. Wenig später, es ist das Jahr 1885, wird sein echter Traum wahr und er gründet eine Kolonie in Afrika. Bei der Verkündung bekommt der König einen Schluckauf. Ähnlich klingt kurz darauf das Spiel des Klarinettisten, woraufhin der König dem Musiker untersagt, weiterzuspielen.
2) Der Hotel-Pygmäe / Le pygmée de l’hôtel: Die Kolonie in Afrika ist gegründet und am Flussufer entsteht ein Hotel für Europareisende, die jedoch im Hotel wohnen bleiben. Im Hotel hat der Einheimische Ota Arbeit gefunden, doch wird er aufgrund seiner Kleinwüchsigkeit durch die Einreisenden als Aschenbecherhalter genutzt. Die Hotelgäste zeigen bizarres, unhöfliches Verhalten. Dem Klarinettist wiederum, der vorsichtig auf seinem Instrument spielt, wird das Spielen verboten. Er zieht sich mit seinem Instrument in den Urwald zurück. Ota wird kurz darauf durch ein von einem Kind zum Rollen gebrachtes Klavier erschlagen.
3) Das Schicksal von Van Molle / Le destin de Van Molle: Die belgische Bäckerei Van Molle ist bankrott, weil der älteste Sohn des Inhabers mit dem Geld in die französische Kolonie in Afrika geflohen ist. Er hat sich hier eine riesige Villa gekauft und beutet die Einheimischen als Lastenträger aus, wobei ihm ihr Tod egal ist. Im Haus betrinkt er sich hemmungslos und freundet sich mit einer Schnecke an, der er hinter die Fassade seines Hauses in eine unterirdische Welt folgt. Als die Schnecke durch seine Schuld zu Tode kommt, betrauert der Mann sie ehrlich und glaubt im Suff, seine Familie in den unterirdischen Gesteinsformen zu erkennen.
4) Der verlorene Lastenträger / Le porteur perdu: Einer der von Van Molle ausgebeuteten Lastenträger, die durch seine Schuld in einen reißenden Fluss gefallen sind, kann sich ans Ufer retten. Während er darüber sinniert, wie er zurück in sein Dorf finden kann, taucht hinter ihm der Klarinettist aus dem Urwald auf und spielt auf seinem Instrument. Der Lastenträger stürzt erschrocken zu Boden, schlägt sich den Kopf auf und landet ohnmächtig im Fluss. Der Musiker zieht sich erschrocken in den Urwald zurück.
5) Der Deserteur / Le deserteur: Louis will desertieren, wird erwischt und flieht kurzerhand in die Kolonie nach Afrika. Auf der Überfahrt lernt er den Neffen des Van Molle kennen, der das Vermögen der Familie gestohlen hat. Der junge Pierre will ihn nun in Afrika zur Rede stellen. Louis und Pierre freunden sich an und Louis entscheidet sich gegen seinen Plan, in Afrika in einer Backsteinfabrik zu arbeiten, und folgt stattdessen Pierre. Dieser stirbt auf dem Weg zur Villa des Onkels und Louis landet allein dort. Die Villa ist riesig, spärlich möbliert und leer. Louis findet drei Wochen später einen Geheimgang, der von einem Tresor ausgeht. Er landet an einem gefrorenen Fluss und sieht entfernt im Schnee eine Hütte. In der Hütte befinden sich seine Eltern, die ihn zu Hause willkommen heißen. Louis geht zu Bett und hat keine logische Erklärung für das, was vorgefallen ist. Er nimmt sich vor, dem König von seinem Afrikaabenteuer zu erzählen, und stellt sich vor, wie der König ihn einen braven Jungen nennt.

## Produktion
Welch himmlischer Kuchen! ist nach Oh Willy … aus dem Jahr 2012 der zweite Film, an dem Emma De Swaef und Marc James Roels zusammenarbeiteten. Der Titel des Films geht auf ein Zitat Leopolds II. zurück, der sich im Zuge der Kolonialisierung auch „ein Stück von dem herrlichen afrikanischen Kuchen“ abschneiden wollte. Als Inspiration für Welch himmlischer Kuchen! diente Emma De Swaef und Marc James Roels neben dem Bildband Congo (Belge) von Carl De Keyzer auch Louis-Ferdinand Célines Roman Reise ans Ende der Nacht. Die Handlung des Films spielt in Belgisch Kongo, ist jedoch surreal gestaltet.
Der Kommentar wird in der deutschen Version von Christoph Köhler gesprochen, im Original ist der Sprecher Paul Huvenne. Der Film ist in Stop-Motion animiert, wobei die Puppen durch Emma De Swaef aus Wolle gefertigt wurden. Auch die Szenerie besteht weitgehend aus textilen Stoffen wie Wolle und Filz.
Welch himmlischer Kuchen! erlebte am 14. Mai 2018 im Rahmen der Quinzaine des réalisateurs der Internationalen Filmfestspiele von Cannes 2018 seine Premiere. In Deutschland war der Film erstmals am 16. September 2018 auf dem Internationalen Filmfest Oldenburg zu sehen.

## Auszeichnungen
Bei den Internationalen Filmfestspielen von Cannes 2018 wurde Welch himmlischer Kuchen! 2018 für den Prix Illy nominiert; auf dem Festival d’Animation Annecy gewann der Film 2018 den Prix André-Martin als Bester französischer Kurzfilm. Auf dem Festival du Court-Métrage de Clermont-Ferrand erhielt er 2019 den Grand Prix im nationalen Wettbewerb und wurde im selben Jahr für einen Annie Award in der Kategorie Best Animated Independent Feature nominiert.
Welch himmlischer Kuchen! wurde 2020 für einen César in der Kategorie Bester animierter Kurzfilm nominiert.